# 串村 (山口県)
串村（くしそん）は、山口県佐波郡にあった村。現在の山口市徳地鯖河内・徳地串および周南市巣山にあたる。

## 地理
- 山岳 ： 文殊岳、土田ヶ岳、千石岳、白井岳、石ヶ岳
- 河川 ： 島地川

## 歴史
- 1889年（明治22年）4月1日 - 町村制の施行により、巣山村・鯖河内村・串村の区域をもって発足。
- 1955年（昭和30年）4月1日 - 出雲村・島地村・八坂村・柚野村と合併して徳地町が発足。同日串村廃止。
- 1955年（昭和30年）11月1日 - 徳地町のうち旧村域の一部（大字巣山）が都濃郡鹿野町に編入。

## 交通

### 道路
現在は旧村域を中国自動車道が通過するが、当時は未開通。